# Onze-Lieve-Vrouw-van-Smartenkapel (Sevenum)

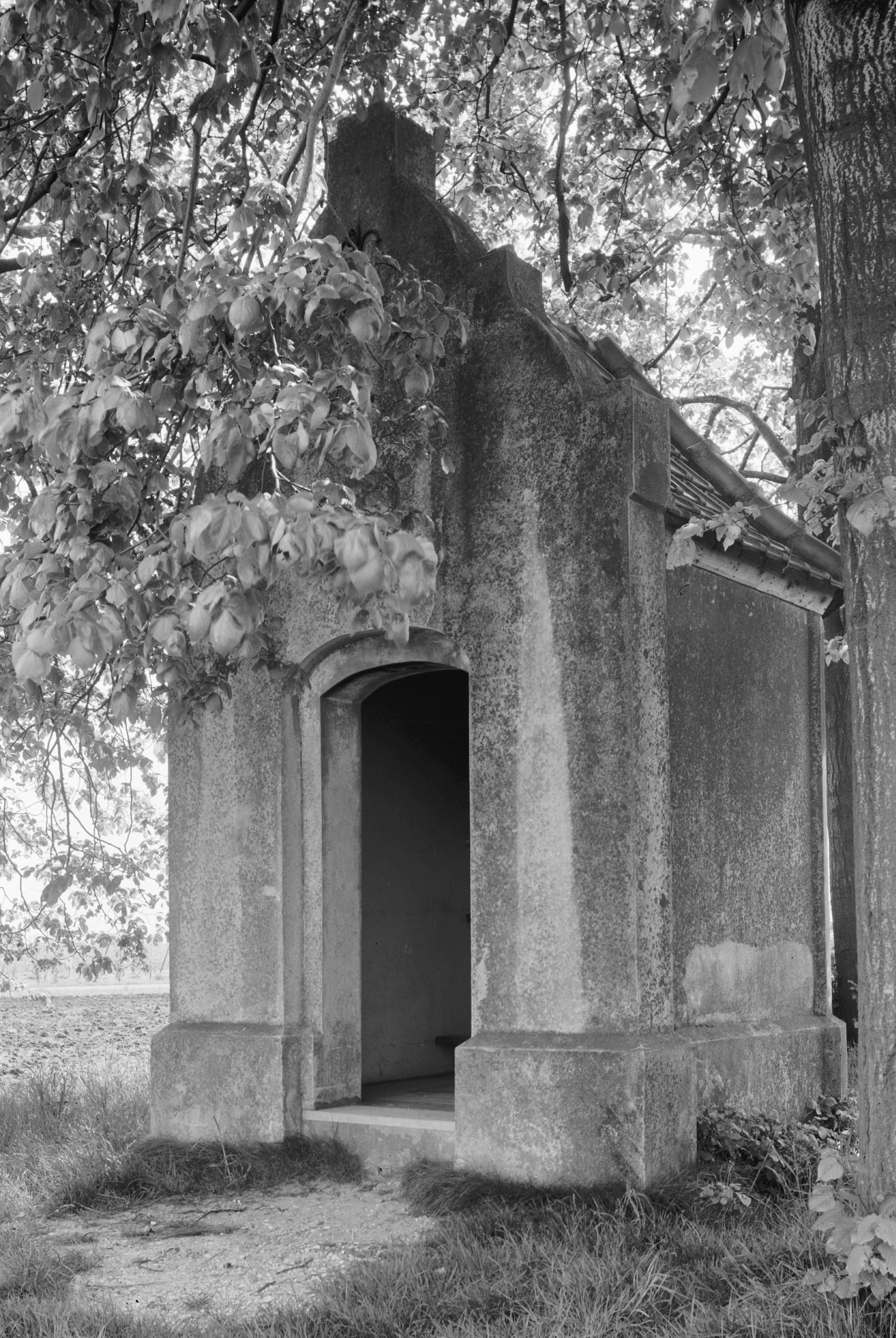
Onze-Lieve-Vrouw van Smartenkapel, vóór de restauratie

De Onze-Lieve-Vrouw van Zeven Smartenkapel of Vrietskapel is een veldkapel bij Sevenum in de Nederlands Noord-Limburgse gemeente Horst aan de Maas. De kapel staat aan de Frankrijkweg nabij de splitsing met de Snelkensstraat en Broek ten zuiden van het dorp.
Het kapelletje is geklasseerd als rijksmonument en is gewijd aan Onze-Lieve-Vrouw van Smarten.

## Geschiedenis
In de tweede helft van de 18e eeuw werd de kapel gebouwd.
In 1892 werd de kapel gerestaureerd en gecementeerd in opdracht van het echtpaar Hendrick Van Enckevoort en Johanna Verrijth. De ouders van Johanna woonden vlak bij de kapel in een boerderij aan de Frankrijkweg 21. De kapel wordt in de volksmond de Vrietskapel genoemd, wellicht een verbastering van Verrijth.

## Gebouw
De open wit gepleisterde kapel heeft een driezijdige koorsluiting en wordt gedekt door een zadeldak met pannen. De gevels hebben een verbrede pint die grijs geschilderd is en op de hoeken van de gevels zijn er steunberen aangebracht. De frontgevel is een gezwenkte topgevel met op de top een kruis en in de top een muuranker in de vorm van een Franse lelie. In de frontgevel bevindt zich de korfboogvormige ingang met erboven een bordje met de opdrachtgevers met de tekst:

H.VENKENVOORT EN J.H.VRIETH 1892

Van binnen is de kapel wit gestuukt en tegen de achterwand is een houten knielbank geplaatst. In de achterwand is een spitsboogvormige nis aangebracht die wordt afgesloten met een smeedijzeren sierhekje. In de nis staat een gepolychromeerde piëta die moeder Maria toont met op haar schoot het lichaam van Jezus. Het beeld staat op een verhoging met daarop de tekst (BVO = bid voor ons):

O Moeder der smarten b.v.o.